# Роппентсвиллер
Роппентсвиллер (фр. Roppentzwiller) — коммуна на северо-востоке Франции в регионе Гранд-Эст (бывший Эльзас — Шампань — Арденны — Лотарингия), департамент Верхний Рейн, округ Альткирш, кантон Альткирш. До марта 2015 года коммуна административно входила в состав упразднённого кантона Феррет (округ Альткирш).
Площадь коммуны — 4,15 км², население — 755 человек (2006) с тенденцией к стабилизации: 696 человек (2012), плотность населения — 167,7 чел/км².

## Население
Численность населения коммуны в 2011 году составляла 703 человека, а в 2012 году — 696 человек.
| 1962 | 1968 | 1975 | 1982 | 1990 | 1999 | 2006 | 2008 | 2011 | 2012 |
| ---- | ---- | ---- | ---- | ---- | ---- | ---- | ---- | ---- | ---- |
| 663  | 623  | 624  | 708  | 736  | 665  | 755  | 756  | 703  | 696  |

Динамика населения:

## Экономика
В 2010 году из 475 человек трудоспособного возраста (от 15 до 64 лет) 364 были экономически активными, 111 — неактивными (показатель активности 76,6 %, в 1999 году — 70,3 %). Из 364 активных трудоспособных жителей работали 317 человек (166 мужчин и 151 женщина), 47 числились безработными (31 мужчина и 16 женщин). Среди 111 трудоспособных неактивных граждан 22 были учениками либо студентами, 33 — пенсионерами, а ещё 56 — были неактивны в силу других причин.
На протяжении 2011 года в коммуне числилось 279 облагаемых налогом домохозяйств, в которых проживало 673 человека. При этом медиана доходов составила 25762 евро на одного налогоплательщика.

## Достопримечательности (фотогалерея)

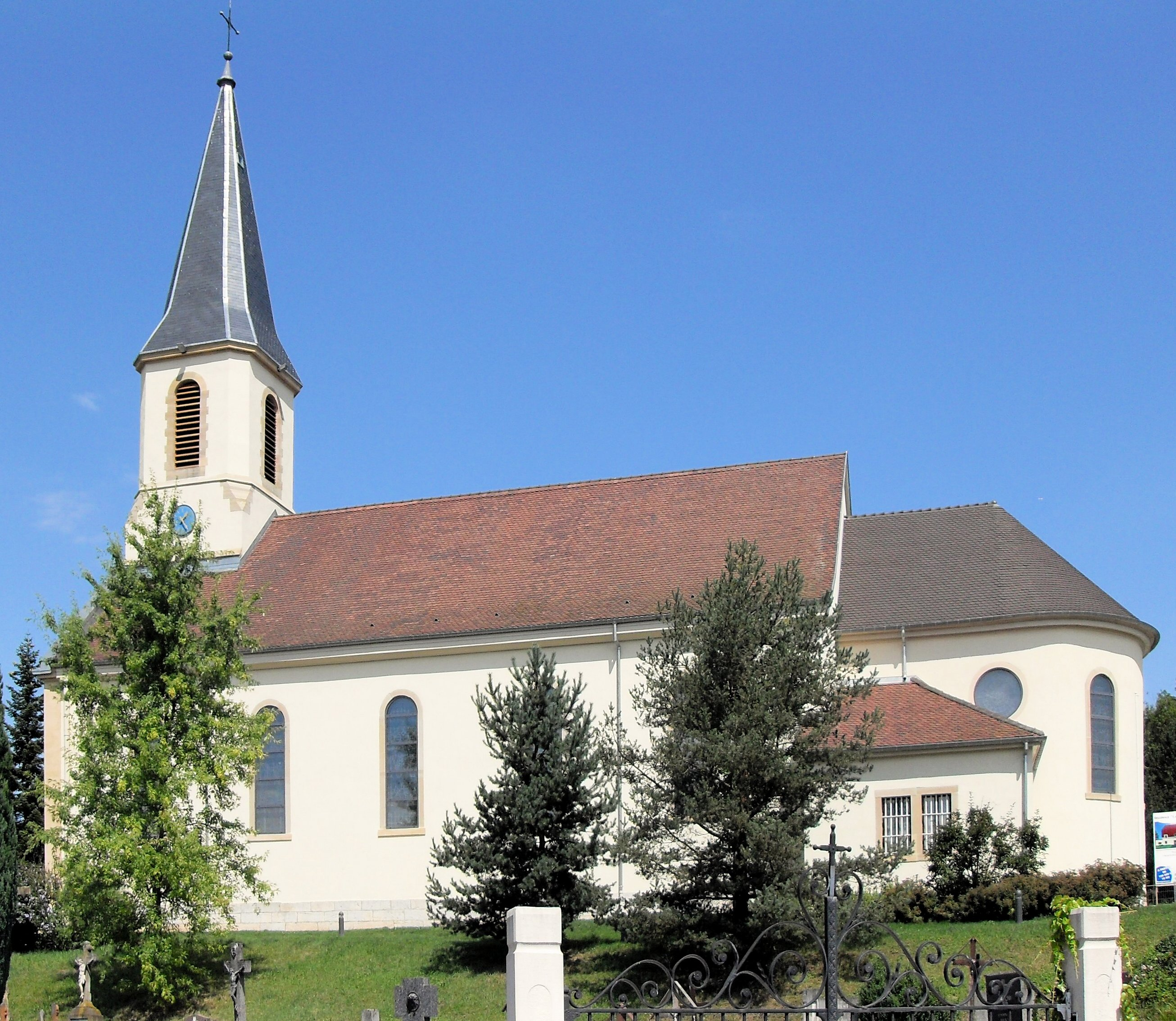
Церковь
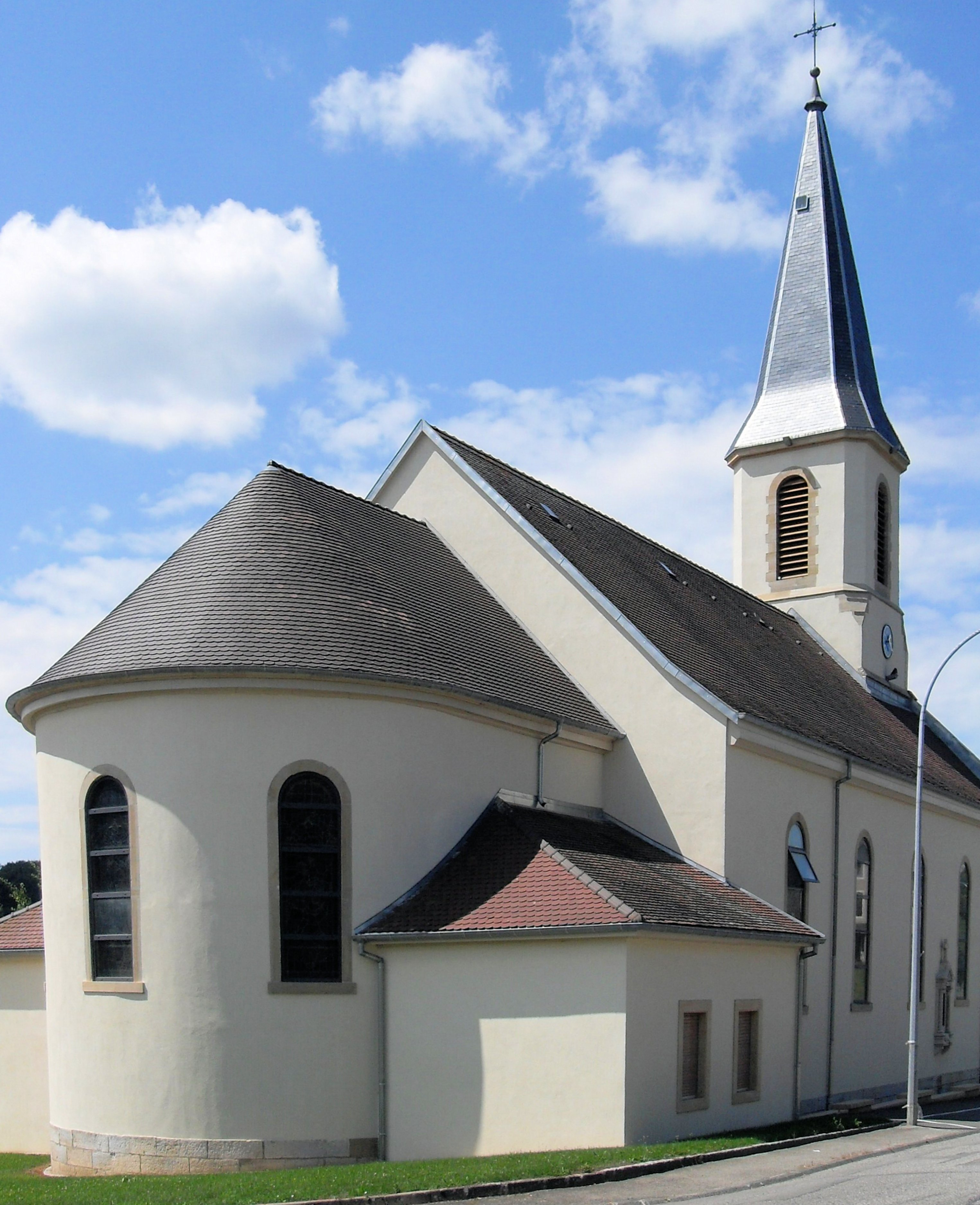
Апсида